# Власик Микола Сидорович
Власик Микола Сидорович (22 травня 1896, Бобиничі Слонімського повіту Гродненської губернії — 18 червня 1967, Москва) — співробітник органів державної безпеки СРСР. Начальник охорони Сталіна (1931—1952). Генерал-лейтенант (1945).

## Ранні роки
Народився в бідній селянській родині. За національністю — білорус. Закінчив три класи сільської церковно-приходської школи. Трудову діяльність розпочав з тринадцяти років: чорнороб у поміщика, землекоп на залізниці, чорнороб на паперовій фабриці в Катеринославі.
У березні 1915 був призваний на військову службу. Служив у 167-му Острозькому піхотному полку, в 251-му запасному піхотному полку. За хоробрість у боях Першої світової отримав Георгіївський хрест. У дні Жовтневої революції, будучи в званні унтер-офіцера, разом зі взводом перейшов на бік Радянської влади.
У листопаді 1917 року він вступив на службу до московської міліції. З лютого 1918 року — в Червоній Армії, учасник боїв на Південному фронті під Царициним, був помічником командира роти в 33-му робочому Рогозько-Симоновському піхотному полку.

## ВЧК-ГПУ-НКВД
У вересні 1919 року був переведений в органи ВЧК, працював під безпосереднім керівництвом Ф. Е. Дзержинського в центральному апараті, був співробітником особливого відділу, старшим уповноваженим активного відділення оперативної частини. З травня 1926 став старшим уповноваженим Оперативного відділення ОГПУ, з січня 1930 року — помічник начальника відділення там же.
У 1927 році очолив спецохорону Кремля і став фактичним начальником охорони Сталіна. При цьому офіційне найменування його посади неодноразово змінювалося у зв'язку з постійними реорганізаціями і перепідпорядкуванням в органах безпеки. З середини 1930-х років — начальник відділення 1-го відділу (охорона вищих посадових осіб) Головного управління державної безпеки НКВС СРСР, з листопада 1938 року — начальник 1-го відділу там же. У лютому-липні 1941 року цей відділ перебував у складі Народного комісаріату державної безпеки СРСР, потім був повернутий в НКВС СРСР. З листопада 1942 року — перший заступник начальника 1-го відділу НКВД СРСР.
З травня 1943 року — начальник 6-го управління наркомату держбезпеки СРСР, з серпня 1943 року — перший заступник начальника цього управління. З квітня 1946 року — начальник Головного управління охорони Міністерства держбезпеки СРСР (з грудня 1946 року — Головне управління охорони).

### Особистий охоронець Сталіна
Власік довгі роки був особистим охоронцем Сталіна і найдовше протримався на цій посаді. Прийшовши в його особисту охорону в 1931 році, він не тільки став її начальником, але й вирішував багато побутових проблем сім'ї Сталіна, по суті Власік був членом сім'ї. Після смерті дружини Сталіна Н. С. Аллілуєвої він був також вихователем дітей, практично виконував функції мажордома.
З 1947 року був депутатом Московської міської ради трудящих 2 скликання.
У травні 1952 був знятий з посади начальника охорони Сталіна і направлений в уральське місто Азбест заступником начальника Баженовського виправно-трудового табору МВС СРСР.
16 грудня 1952, у зв'язку зі справою лікарів був заарештований, оскільки він «забезпечував лікуванням членів уряду і відповідав за благонадійність професури».
17 січня 1955 Військова колегія Верховного Суду СРСР визнала його винним у зловживанні службовим становищем за особливо обтяжуючих обставин, засудивши за ст. 193-17 п. «Б» КК РРФСР до 10 років заслання, позбавлення генеральського звання і державних нагород. По амністії 27 березня 1955 термін Власику був скорочений до п'яти років, без поразки в правах. Направлений для відбування заслання в Красноярськ.
Постановою Президії Верховної Ради СРСР від 15 грудня 1956 Власик був помилуваний зі зняттям судимості. У військовому званні та нагородах відновлений не був.

## Останні роки
Жив у Москві. Помер 18 червня 1967 в Москві від раку легенів. Похований на Новому Донському кладовищі.